# Mischa Barton

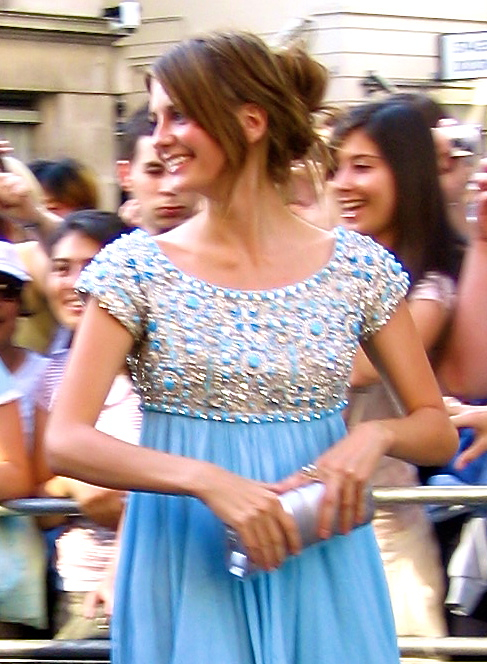
Mischa Barton w Londynie w 2006

Mischa Anne Marsden Barton (ur. 24 stycznia 1986 w Londynie) – amerykańska aktorka i modelka pochodzenia angielskiego i irlandzkiego, która wystąpiła m.in. jako Marissa Cooper z serialu Życie na fali (The O.C.).

## Życiorys

### Wczesne lata
Urodziła się w Londynie w rodzinie rzymskokatolickiej jako córka Paula Marsdena Bartona, pośrednika międzynarodowych wymian, i fotografki Naula (z domu Quinn), z pochodzenia Irlandki. Jej dziadek ze strony matki, Hugh Quinn, był profesorem języka irlandzkiego, który żył i zmarł w Sion Mills, niedaleko Strabane. Ma dwie młodsze siostry: Hanie (ur. 1988) i Zoe. Kiedy miała cztery lata, jej rodzina przeniosła się do Nowego Jorku. W 2004 ukończyła Professional Children's School na Manhattanie. Chodziła do klasy o profilu aktorskim. W 2006 uczęszczała do The Royal Academy of Dramatic Art.

### Kariera aktorska
Karierę zaczęła w wieku dziewięciu lat na scenie off-Broadwayu w przedstawieniu Tony'ego Kushnera Slavs! w głównej roli z Marisą Tomei. Następnie trafiła na Broadway w takich sztukach jak: Gdzie leży prawda (Where the Truth Lies), One Flea Spare i Twelve Dreams, a także w Shakespeare Festiwal w Nowym Jorku.
W 1996 roku debiutowała na szklanym ekranie w roli Lilly w operze mydlanej ABC Wszystkie moje dzieci (All My Children). W 1997 wystąpiła w swoim pierwszym pełnometrażowym filmie New York Crossing. 
Rozgłos przyniosła jej rola Rocky, która ze swoim chłopakiem napada na bank w uwspółcześnionej wersji Bonnie i Clyde'a - niezależnym dramacie kryminalnym Szczeniaki (Pups, 1999) u boku Burta Reynoldsa. Pojawiła się też w dreszczowcu Szósty zmysł (1999), komedii romantycznej Notting Hill (1999) obok takich gwiazd jak: Hugh Grant, Bruce Willis i Julia Roberts, Bezwiedne figle – O czym się nie mówi (Skipped Parts, 2000) z Drew Barrymore i Alison Pill, Bestia (Paranoid, 2000) oraz Frankie i Hazel (2000) w tytułowej roli Frankie. 
Sławę przyniosła jej rola Mary "Myszy" w kanadyjskim dramacie młodzieżowym Zagubione (Lost and Delirious, 2001) o zakazanej miłości dwóch nastolatek. Po występie w Tart (2001) i Julie Johnson (2001), dużą popularność przyniosła jej rola Marissy Cooper w serialu dla młodzieży Życie na fali (The O.C., 2003).

### Modeling
Barton jest również modelką. Reklamowała serię kosmetyków Neutrogena, jest jedną z modelek agencji IMG Models. Brała udział w kampaniach dla firm takich jak Calvin Klein, Bebe Stores, Aéropostale, Monsoon Accessorize, Dooney & Bourke, JC (Jeans and Clothes).

## Filmografia
- 1995: Polio Water jako Diane
- 1996: Angelo a New York, Un jako Drummond
- 1997: Świerszcze w trawie jako Devon Stockard
- 1999: Szósty zmysł jako Kyra Collins
- 1999: Szczeniaki jako Rocky
- 1999: Notting Hill jako 12-letnia aktorka
- 2000: Bestia jako Theresa
- 2000: Frankie i Hazel jako Francesca'Frankie' Humphries
- 2000: Bezwiedne figle – O czym się nie mówi jako Maurey Pierce
- 2001: Julie Johnson jako Lisa Johnson
- 2001: Zagubione jako Mary 'Mouse' Bradford
- 2001: Naiwna jako Grace Bailey
- 2002: Światło wieczne jako Vicky
- 2003: Krwawa jazda jako Natasha 'Nat' Wilson
- 2006: Niespełnione pragnienia jako Kristen
- 2007: Dekameron (Virgin Territory) jako Pampinea
- 2007: Znak miłości jako Młoda Ethel Ann
- 2007: Dziewczyny z St. Trinian jako JJ French
- 2008: Szkoła zgorszenia jako Francesca
- 2009: Powrót do domu (Homecoming) jako Shelby
- 2009: Zamurowani jako Sam Walczak
- 2010: Don't Fade Away jako Kat
- 2011: Into the Darkness jako Allie
- 2011: Ben Banks jako Amy
- 2011: The Sibling jako Jessie
- 2011: You and I jako Lana Starkova
- 2012: Prześladowca jako Aiden Ashley
- 2012: The Science of Cool jako Jane
- 2012: Apartment 1303 3D jako Lara
- 2013: A Resurrection jako Jessie
- 2014: Bhopal: A Prayer for Rain jako Eva
- 2014: Zombie Killers: Elephant's Graveyard jako Toni
- 2014: Mining for Ruby jako Jessica King
- 2014: Hope Lost jako Alina
- 2015: L.A. Slasher jako The Actress[99]
- 2015: Checkmate jako Lauren Campbell
- 2015: The Hoarder jako Ella
- 2015: Swat Unit: 877 jako Agent Melanie Hamlin
- 2015: American Beach House jako Ms. Maureen
- 2015: Starcrossed jako Kat
- 2015: Na linii jako Pamela Miller
- 2016: Deserted jako Jae
- 2017: The Basement jako Kelly Owen
- 2017: Monsters at Large jako Katie Parker
- 2017: The Executor jako Tara
- 2018: The Malevolent jako Ms Lowell
- 2018: Toybox: Przyczajone zło jako Samantha
- 2018: Ouija House jako Samantha
- 2018: Papa jako Jennifer
- 2018: Painkillers jako Dziewczyna
- 2018: The Cat and the Moon jako Jessica Petersen
- 2020: Spree jako London Sachs

### Seriale TV
- 1995: Wszystkie moje dzieci jako Lilith 'Lily' Benton Montgomery (1 odcinek)
- 2001–02: Once and Again jako Katie Singer (8 odcinków)
- 2003: Gliniarze bez odznak jako Simone Collins (1 odcinek)
- 2003–2006: Życie na fali (The O.C.) jako Marissa Cooper (główna rola)
- 2009: The Beautiful Life: TBL jako Sonja Stone (5 odcinków)